# Anisodontea dissecta
Anisodontea dissecta là một loài thực vật có hoa trong họ Cẩm quỳ. Loài này được (Harv.) D.M.Bates mô tả khoa học đầu tiên năm 1969.